# Багирли, Рамиз Абузер оглы
Рамиз Абузер оглы Багирли (азерб. Ramiz Abuzər oğlu Bağırlı; 1937, Баку — дата и место смерти неизвестны) — советский азербайджанский партийный деятель. Первый секретарь Кировабадского горкома КП Азербайджана (1981—1988). Член ЦК КП Азербайджана (1981—1990).

## Биография
Родился в 1937 году в городе Баку, столице Азербайджанской ССР.
В 1963 году заочно окончил Азербайджанский политехнический институт имени Ч. Илдырыма, позже окончил заочную Высшую партийную школу при ЦК КПСС. 
Начал трудовую деятельность в 1957 году учеником обмотчика, с 1959 года — обмотчик электромоторов Бакинского электромеханического завода. С 1959 года — секретарь комсомольского комитета, в 1963—1965 годах — заместитель начальника цеха № 8, в 1965—1969 годах — вновь секретарь комитета комсомола, в 1969—1972 годах — секретарь партийного комитета Бакинского электромеханического завода.
В 1972—1976 годах — второй секретарь Наримановского районного комитета партии, с 1976 года — заместитель заведующего отделом лёгкой и пищевой промышленности, с 1979 года — заведующий промышленно-транспортным отделом, позже — заведующий отделом машиностроения ЦК КП Азербайджана.
30 января 1981 года избран первым секретарём Кировабадского городского комитета Компартии Азербайджана. Под руководством Багирли Кировабад значительно преобразился: из промышленных предприятий были запущены цех ячеистых бетонов, хлебозавод, комбикормовый завод, молочный комбинат, введены дополнительные мощности на алюминиевом заводе и заводе обработки цветных металлов, велось активное жилое строительство — начато строительство жилого массива "Ени Гянджа", из культурно-бытовых объектов в строй введены детский музыкальный театр, торговый центр, аэровокзальный комплекс. 29 ноября 1988 года на пленуме Кировабадского горкома партии, проведенного в связи со столкновениями армянского и азербайджанского населения в городе, было принято решение об освобождении Рамиза Багирли с поста первого секретаря горкома.
С 1961 года — член КПСС, выдвигался делегатом на XXVI (1981) и XXVII (1986) съезды КПСС, XIX Всесоюзную партийную конференцию (1988), ряд съездов Компартии Азербайджана, на XXX (1981) и XXXI (1986) съездах избран членом ЦК. В 1980 году избран депутатом Верховного Совета Азербайджанской ССР 10-го созыва от Али-Байрамлинского четвертого городского избирательного округа № 120, в 1984 году избран депутатом Совета Национальностей Верховного Совета СССР 11-го созыва от Кировабадского избирательного округа № 210, член Комиссии по промышленности.
16 декабря 1990 года назначен заведующим отделом писем и приёма граждан Аппарата Президента Азербайджанской ССР, в начале 2000-х занимал пост заместителя директора Института повышения квалификации и переподготовки кадров при Министерстве экологии и природных ресурсов Азербайджана.